# Chebda
Chebda (in russo Хебда?; in lingua avara: Хӏебда) è un villaggio della Russia situato nel Daghestan. Appartiene al rajon Šamil'skij di cui è il centro amministrativo.
Il villaggio si trova sulle rive del fiume Avarskoe Kojsu, 135 km a sud-ovest di Machačkala.